# Антидетект браузер
Антидетект браузер, или мультиаккаунтинг браузер — это специально изменённый браузер, который позволяет подменять или маскировать цифровой отпечаток браузера через изменение идентификаторов, IP-адреса и прочей информации, используемой в расчёте цифрового отпечатка браузера.

## Принцип действия
Как правило, антидетект браузеры создаются на основе веб-браузеров с открытым исходным кодом (например, Chromium). Кроме работы в режиме веб-браузера, антидетект браузеры используют технологии, позволяющие изменять цифровые отпечатки устройств с целью недопустимости идентификации пользователя.
Обычно речь идёт о подмене наиболее важных параметров, необходимых для создания фингерпринта. Эта технология постоянно развивается, поэтому браузеры имеют разные подходы к подмене параметров пользователя.
Подменяемые или скрываемые параметры:
- IP-адрес[1]—зачастую антидетект браузер жёстко связан с сервисом, предоставляющим платные услуги доступа к прокси-серверам.
- Canvas — элемент HTML5, предназначенный для создания растрового двухмерного изображения при помощи скриптов на языке JavaScript.
- WebGL — кроссплатформенный API для 3D-графики в браузере, разрабатываемый некоммерческой организацией Khronos Group. WebGL использует язык программирования шейдеров GLSL. WebGL исполняется как элемент HTML5 и поэтому является полноценной частью объектной модели документа браузера.
- User Agent — идентификационная строка браузера содержащая версию операционной системы и браузера.
- Client Hints — набор HTTP-заголовков содержащих параметры системы (ширина и высота экрана, разрядность (битность) ОС и другие).
- Geoposition — позволяет пользователю предоставлять своё местоположение веб-приложению, если пользователь согласится предоставить его.
- Информация о CPU и GPU. Можно получить как напрямую (через свойство WebGL GL_RENDERER), так и через бенчмарки и тесты, реализованные с помощью JavaScript.
- Разрешение монитора и размер окна браузера, включая параметры второго монитора в случае мультимониторной системы.
- Список установленных в системе шрифтов, полученных с помощью getComputedStyle API
- Информация об установленных расширениях. Такие расширения, как блокировщики рекламы, вносят определённые изменения в просматриваемые страницы, по которым можно определить, что это за расширение, и его настройки[4].

Качество работы антидетект браузеров зависит не только от факта подмены данных параметров, но и от методик, используемых при этом[уточнить]. Таким образом, различные продукты, выполняющие одинаковые функции[уточнить] могут оставлять цифровой отпечаток совершенно по-разному с точки зрения следящих скриптов и рекламных сетей.

## Поддержка антидетект браузера
Первые попытки подмены фингерпринта происходили в браузерных расширениях для Mozilla Firefox или осуществлялись с помощью JavaScript. В настоящее время для обеспечения работы антидетект браузера, чаще всего используются ядро веб-браузера.
| Антидетект браузер   | Dolphin Anty          | Octo Browser          | Indigo Browser        | AntBrowser            | Undetectable   | GoLogin               | Vision                | GoLogin               | IDENTORY              | Switch Antidetect | Incogniton     | Multilogin            | Ghost Browser  | MASQ                  |
| Ядро браузера        | Chromium              | Chromium              | Chromium, Firefox     | Chromium              | Chromium       | Chromium              | Chromium              | Chromium              | Chromium              | Chromium          | Chromium       | Chromium, Firefox     | Chromium       | Firefox               |
| Операционная система | Windows, macOS, Linux | Windows, macOS, Linux | Windows, macOS, Linux | Windows, macOS, Linux | Windows, macOS | Windows, macOS, Linux | Windows, macOS, Linux | Windows, macOS, Linux | Windows, macOS, Linux | Windows           | Windows, macOS | Windows, macOS, Linux | Windows, macOS | Windows, macOS, Linux |

## Сфера применения

### Партнёрский маркетинг
В партнёрском маркетинге антидетект браузеры используются как инструмент для создания и управления рекламными аккаунтами в Facebook\Instagram, TikTok и Google Ads. С их помощью пользователь регистрирует большое количество рекламных кабинетов и направляет закупленный трафик на лендинги партнёрских программ. Таким образом, рекламные кампании масштабируются за счет увеличения числа рекламодателей.

### Электронная коммерция
Антидетект браузеры используются на маркетплейсах Wildberries, Amazon, Ebay, Shopify для создания множества аккаунтов для одного продавца или создания множества аккаунтов покупателей. Аккаунты продавцов нужны для создания магазинов и увеличения количества позиций товаров, а пользователей — для написания отзывов на товары, что повышает конверсию и доверие целевой аудитории.

### Интернет-маркетинг
Антидетект браузеры используются медиакомпаниями и рекламодателями при настройке диджитал-рекламы для тестирования рекламных гипотез. Для этого создаются аккаунты, симулирующие реальных пользователей настроенных под определённые таргетированные группы.

### SMM агентства
Антидетект браузеры используются для управления аккаунтами в социальных сетях. Маркетинговое агентство может управлять социальными сетями нескольких клиентов одновременно, не подвергая аккаунты проверкам, блокировкам и подтверждениям личности через номер телефона. Работу с аккаунтами можно даже передавать сотрудникам компании внутри браузера, используя так называемые сессии профилей.

### Защита данных
Рекламные сети и сервисы статистики не могут отслеживать действия пользователя.

### Криптовалюта
Помогает обойти блокировки и использовать несколько аккаунтов в рамках одного сервиса

### Арбитраж трафика
Антидетект браузер позволяет безопасно переливать трафик из одного канал в другой. Таким образом, лицо, ответственное за управление трафиком, защищает свой личный ip от блокировок и отслеживания.

## Анонимность
Техника «снятия» отпечатков браузера более опасна для сохранения конфиденциальности пользователей в Интернете, так как объединяет возможности идентификации браузера по цифровому отпечатку и cookies. Как следствие, методы, эффективные против сбора cookie, могут не работать против фингерпринтинга. Например, режим инкогнито блокирует выполнение некоторых нежелательных сценариев, однако никак не изменяет отпечатки браузера и даже наоборот, делает его более узнаваемым. Различные плагины малоэффективны, поскольку мало чем отличаются от специальных режимов и только повышают уникальность браузера.
Антидетект браузеры не препятствуют получению цифрового отпечатка сайтами. Анонимность пользователя обеспечивается за счёт предоставления сгенерированного фингерпринта. В случае авторизации на веб-сайте, владелец сайта получает идентификатор, который нельзя использовать для установления реальных настроек, софта и устройств пользователя. При этом такой цифровой отпечаток не вызывает подозрений и последующих ограничений в предоставлении сервиса пользователю.

## Обеспечение конфиденциальности
Антидетект браузер позволяет создавать различные профили с уникальным набором данных цифрового отпечатка и cookie-файлами. Системы идентификации воспринимают такие профили, как отдельных пользователей зашедших на сайт. Таким образом, действия пользователя на различных сервисах не удаётся связать между собой, что является одной из мер защиты от попыток установить цифровой след при использовании cookie.